# MAYO SELECTION
『MAYO SELECTION』（マヨ・セレクション）は、1979年12月5日に発売された、川﨑麻世の4枚目のスタジオ・アルバム。規格品番：25AH-890。

## 概要
2022年3月時点で未CD化。

## 収録曲
※全編曲：田辺信一

### Side A
1. I NEED YOU
日本語詞：遠藤幸三／作曲：Eric Carmen
2. いつか街で会ったなら
作詞：喜多條忠／作曲：吉田拓郎
※原曲歌唱：中村雅俊
3. 潮風通りの噂
作詞：山川啓介／作曲：大野雄二
※原曲歌唱：南佳孝
4. レッツゴー ダンシング
日本語詞：Johnny.K／作曲：Michael Lloyd
5. 海
作詞：トランザム／作曲：富倉安生
※原曲歌唱：田中健

### Side B
1. 涙と笑いの後に
日本語詞：遠藤幸三／作曲：Danny Whitten
2. フライ・バイ・ナイト
日本語詞：伊藤アキラ／作曲：C.Bernstein / S.Hines / J.Long / D.Level
3. ジンギスカン
日本語詞：山本伊織／作曲：Ralph Siegel
4. 恋の終りに
日本語詞：伊藤アキラ／作曲：D.Cugini / A.DiTaranto
5. 16才・冬
作詞：Johnny.K／作曲：坂田晃一
6. 冬物語
作詞：阿久悠／作曲：坂田晃一
7. エピローグ
日本語詞：遠藤幸三／作曲：Eric Carmen